# Valley Preferred Cycling Center

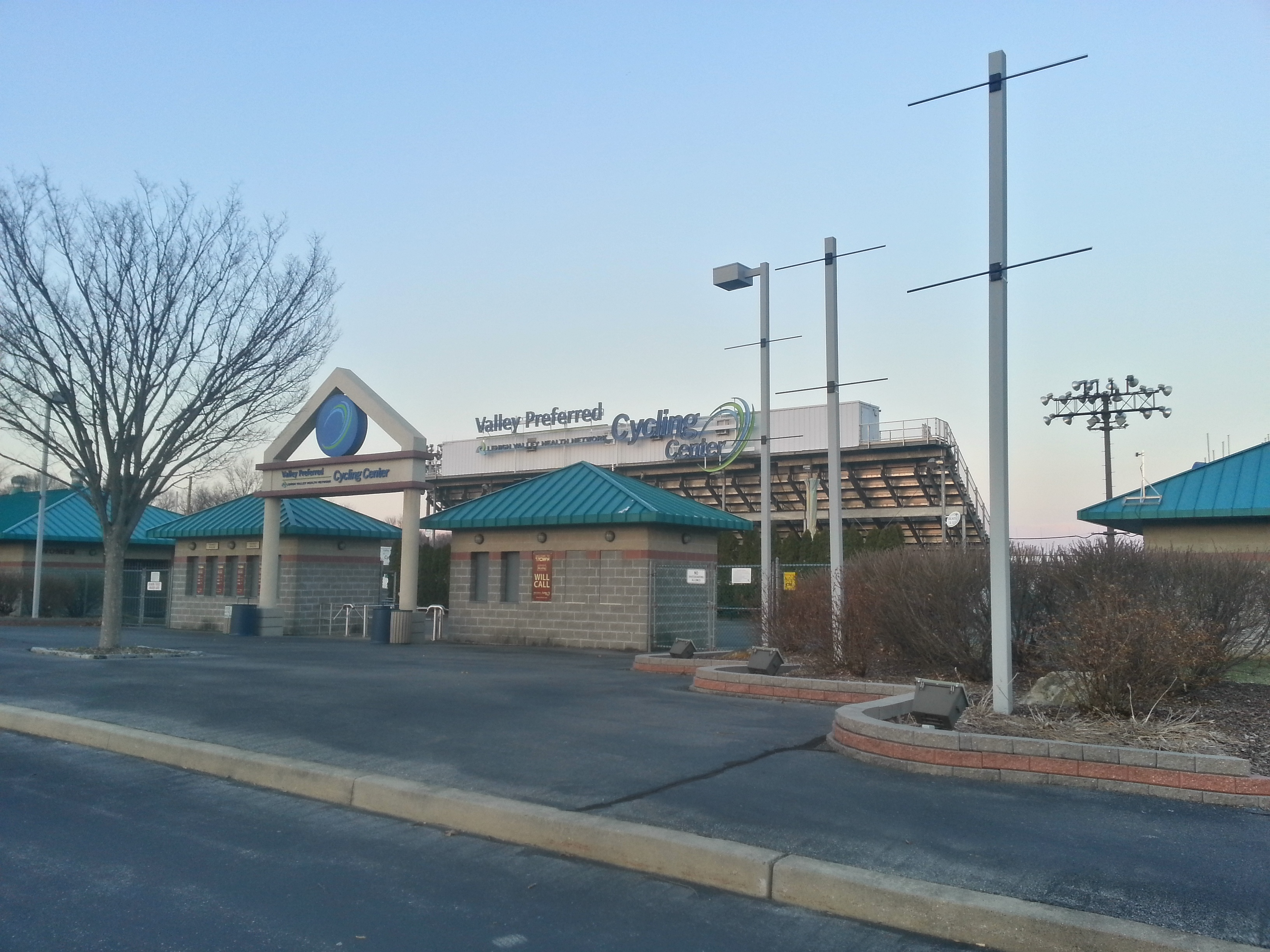
Eingang zum Valley Preferred Cycling Center

Das Valley Preferred Cycling Center ist ein Radsportzentrum mit Radrennbahn im US-amerikanischen Trexlertown, Pennsylvania.
Der Name Valley Preferred Cycling Center bezeichnet im Wesentlichen die Radrennbahn von Trexlertown (früher bekannt als Lehigh County Velodrome). Sie ist 333 Meter lang und besteht aus Beton. Die Bahn ist eine der wichtigsten Trainingszentren für die US-amerikanische Elite des Bahnradsports.
Die Bahn wurde 1974 erbaut; Initiator war der Verleger und Olympiateilnehmer Bob Rodale (1930–1990), dem auch der Grund gehörte, auf dem sie steht. Das erste Rennen fand am 12. Oktober 1975 statt. Es gab zunächst weder Garderoben, noch Toiletten oder Tribünen; sie wurden erst mit der Zeit hinzugebaut. Inzwischen haben in Trexlertown Bahnrad-Weltcups, Junioren-Bahnweltmeisterschaften, nationale Meisterschaften und internationale Wettkämpfe stattgefunden.
Der Bahn-Olympiasieger und mehrfache Weltmeister Marty Nothstein, der aus dem Nachbarort Allentown stammt, begann seine Karriere in „T-Town“. Er war bis August 2018 Direktor des Centers, das einer Non-Profit-Stiftung gehört.

## Hall of Fame

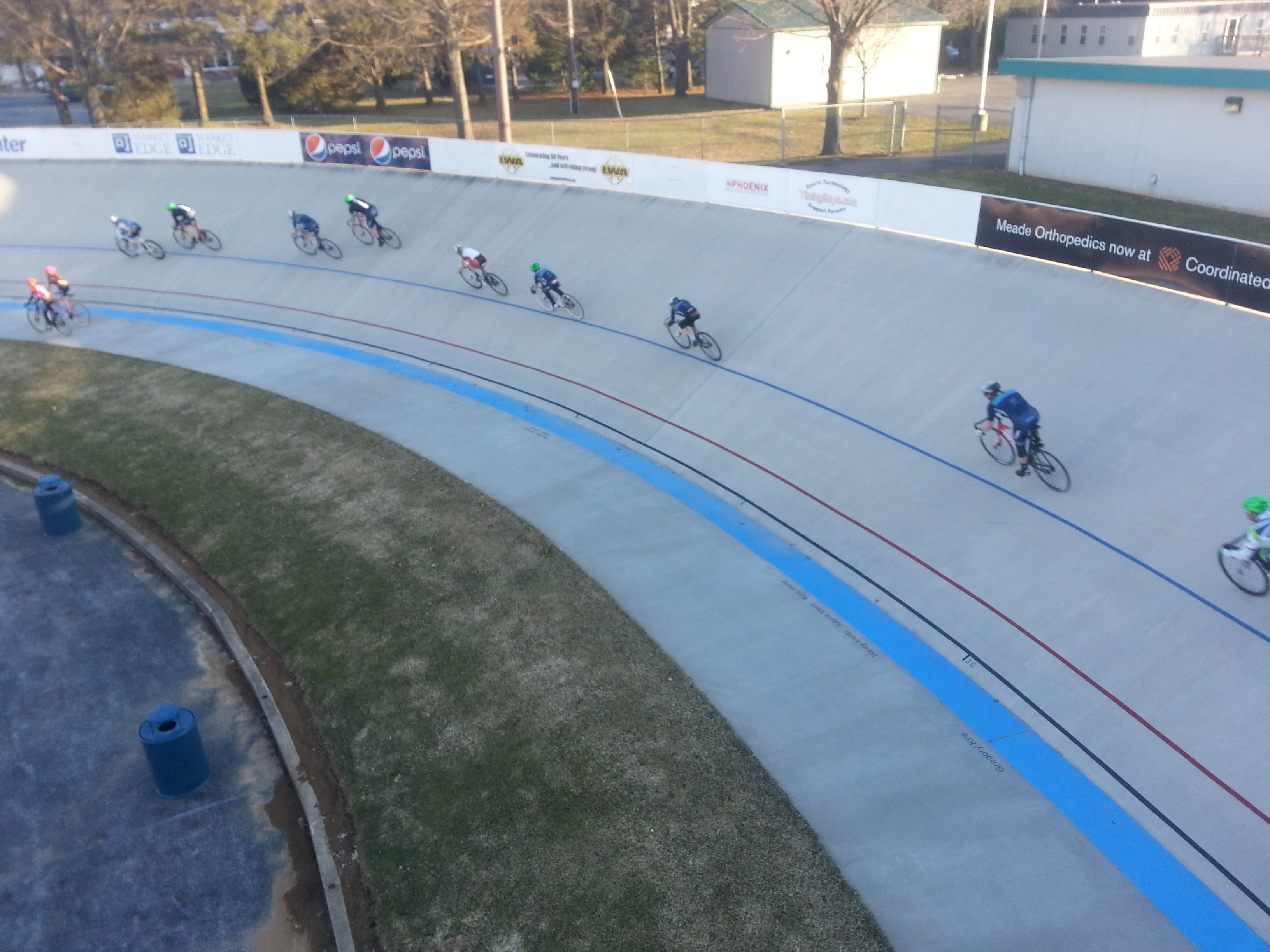
Training auf der Bahn

Das Radsport-Zentrum hat eine eigene Hall of Fame. Mitglieder sind:
| - Jerry Ash – Radsportler - Leigh Barczewski – Radsportler, Trainer und Funktionär - Karen Bliss – Radsportlerin - Dave Chauner – Radsportler und Organisator - Danny Clark – australischer Radsportler - Betsy Davies – Radsportlerin - Bruce Donaghy – Radsportler - Brian Drebbern – Radsportler und Sprecher - Janie Eickhoff – Radsportlerin - Alaric Gayfer – britischer Radsportler und Organisator - Patrick Gellineau – Radsportler, ursprünglich aus Trinidad und Tobago - Artie Greenberg – Rahmenbauer und UCI-Kommissär - Curt Harnett – Radsportler - Gil Hatton – Radsportler - Ian Jackson – australischer Radsportler - Dave Lettieri – Radsportler - Tanya Lindenmuth – Radsportlerin - Pat Mcdonough – Radsportler | - Art McHugh – Radsportler - Marty Nothstein – Radsportler - Paul Pearson – Radsportler - Nicole Reinhart – Radsportlerin - Mary Jane Reoch – Radsportlerin - Robert Rodale – Erbauer der Radrennbahn und Buchverleger - Ardath Rodale – Ehefrau von Robert Rodale, Organisatorin - Jeff Rutter – Radsportler - Nelson Saldana – Radsportler - Gene Samuel – Radsportler aus Trinidad und Tobagoy - Hubert Schleh – der Mann an der Glocke - Jack Simes – Radsportler, Organisator - Gordon Singleton – kanadischer Radsportler - Andy Taus – Radsportler und Kommissär - Lucy Tyler-Sharman – Radsportlerin - Nelson Vails – Radsportler - Shaun Wallace – amerikanisch-britischer Radsportler - Mark Whitehead – Radsportler |